# Partito Riformatore Sociale Tedesco
Il Partito Riformatore Sociale Tedesco (in tedesco Deutschsoziale Reformpartei) (DSRP) fu un partito antisemita dell'Impero tedesco, che operò tra il 1894 ed il 1900 come unione del Partito Sociale Tedesco e del Partito Riformatore Tedesco.

## Fusione
Dopo il successo dei due partiti antisemiti nelle elezioni del 1893, in cui ottennero 16 seggi, i due leader cercarono di formare un unico partito ed un gruppo comune. Al congresso di Eisenach il 7 ottobre 1894, il Partito Sociale Tedesco ed il Partito Riformatore Tedesco si fusero nel Partito Riformatore Sociale Tedesco (DSRP).

## Unione come comunità di comodo
In occasione del congresso di partito a Erfurt il 20 e 21 ottobre 1895, fu deciso il programma del partito, in base al quale il DSRP sarebbe stato presente sul territorio nazionale, monarchico e cristiano-nazionale ed avrebbe, inoltre, combattuto la crescente influenza del giudaismo a livello economico e politico.
La fusione non portò alla creazione di un'unica organizzazione ed a un unico programma, ma servì a garantire lo status di gruppo parlamentare degli antisemiti nel Reichstag. Gli agitatori radicali Otto Böckel e Hermann Ahlwardt furono espulsi dal partito e dal gruppo nel 1895, dopodiché tentarono, senza successo, di fondare nuovamente il Partito Popolare Antisemita. All'interno del DSRP si contrapposero l'ala sociale del partito, guidata da Max Liebermann von Sonnenberg, ed i Riformatori, sotto Oswald Zimmermann. I primi puntarono su una stretta alleanza col Partito Conservatore, col Bund der Landwirte, col Deutschnationalen Handlungsgehilfenverband e con l'Alldeutschen Verband al fine di realizzare una politica di raccordo nazional-conservatore (Deutschkartell), mentre i Riformatori sostennero un corso più indipendente. Inoltre la corrente sociale tutelava maggiormente gli interessi dell'agricoltura, mentre i riformatori rappresentarono quelli medio-borghesi. Tutto ciò influenzò il comportamento di voto del gruppo parlamentare che risultò incoerente.

## Anti-semitismo razziale
Il denominatore comune delle correnti fu la questione ebraica. In contrasdto col Partito Cristiano-Sociale di Adolf Stoeckers, il DSRP professò apertamente l'antisemitismo razziale e chiese il ritiro o, almeno, la drastica riduzione dell'emancipazione ebraica. L'obiettivo dichiarato fu quello di considerare gli ebrei come stranieri, tuttavia, nel programma del congresso di Amburgo nel 1899, fu presa in considerazione anche l'espulsione o, per la prima volta nella storia, lo sterminio (v. soluzione finale della questione ebraica).

## Le roccaforti DSRP
Il DSRP ha avuto le sue roccaforti nel Granducato d'Assia, nella provincia prussiana di Assia-Nassau e nel Regno di Sassonia, dove ha vinto la maggior parte dei suoi mandati del Reichstag e ha fatto il suo ingresso nei parlamenti statali e nei consigli comunali. Per il resto, il DSRP aveva solo una significativa presenza di sostenitori ed elettori ad Amburgo, Schleswig-Holstein, Brandeburgo e Pomerania. Il partito era poco attivo nel sud della Germania, mentre non riuscì a prendere piede nelle regioni cattoliche e nelle grandi città (ad eccezione di Amburgo, Dresda, Chemnitz e Lipsia). I membri del DSRP dovrebbero essere stati meno di 10.000. Aveva diversi quotidiani tra cui "Deutsche Wacht" (Dresda), "Staatsbürgerzeitung" (Berlino), "Deutsches Blatt" (Amburgo). Il mensile "Deutschsozialen Blätter" (Lipsia) rappresenta una sorta di giornale di partito.

## Elezione del Reichstag nel 1898
Nell'elezione del Reichstag del 1898, i candidati del DSRP riuscirono a vincere in dieci circoscrizioni:
- Collegio Flensburg – Apenrade (Friedrich Raab)
- Collegio Rinteln - Hofgeismar (Georg Wilhelm Vielhaben)
- Collegio Fritzlar - Homberg - Ziegenhain  (Max Liebermann von Sonnenberg)
- Collegio Hersfeld – Hünfeld (Ludwig Werner)
- Collegio Bautzen (Heinrich Gräfe)
- Collegio Meißen – Großenhain (Gustav Gäbel)
- Collegio Pirna (Carl Friedrich Lotze)
- Collegio Gießen - Grünberg (Philipp Köhler)
- Collegio Lauterbach - Alsfeld (Friedrich Bindewald)
- Collegio Waldeck (Julius Conrad Müller)

## Divisione del partito
Dopo l'elezione del Reichstag nel 1898, che fu percepita come una sconfitta, il numero degli scontri tra le ali si intensificò. Liebermann von Sonnenberg cercò di conquistare il controllo dell'intero partito fondendo il gruppo e la leadership del partito. Al congresso del partito di Magdeburgo nel settembre 1900, i delegati formularono il loro sospetto. Liebermann von Sonnenberg si dimise con alcuni seguaci e fondò il nuovo Partito Sociale Tedesco. Il Partito Riformatore Sociale Tedesco, guidato da Zimmermann, decise, durante il suo congresso nell'ottobre 1903, di chiamarsi nuovamente Partito Riformatore Tedesco.

## Risultati elettorali al Reichstag
Risultati elettorali dei partiti antisemiti e alleanze di partito dal 1887 al 1912
| Elezione | %   | Seggi |
| -------- | --- | ----- |
| 1887     | 0,2 | 1     |
| 1890     | 0,7 | 5     |
| 1893     | 3,4 | 16    |
| 1898     | 3,6 | 13    |
| 1903     | 2,5 | 11    |
| 1907     | 3   | 20    |
| 1912     | 2,4 | 10    |

1887-93 DSP, AVP (bzw. DRP), CSP; 1898 DSRP, CSP; 1903 DSP, DRP, CSP; ab 1907 WV (= DSP, CSP, BdL, BBB), DRP
Secondo Scheil, Die Entwicklung des politischen Antisemitismus, S. 130ff.